# Kanton Angers-Ouest
Kanton Angers-Ouest (fr. Canton d'Angers-Ouest) je francouzský kanton v departementu Maine-et-Loire v regionu Pays de la Loire. Tvoří ho tři obce.

## Obce kantonu
- Angers (část)
- Beaucouzé
- Bouchemaine